# Петров Олександр Анатолійович
Олександр Анатолійович Петров (нар. 14 травня 1969) — радянський та український футболіст, півзахисник та нападник.

## Життєпис
Вихованець берестейської СДЮШОР-5. Дорослу футбольну кар'єру розпочав 1984 року в клубі «Динамо» (Берестя), яке виступало в Другій лізі СРСР. У команді провів 4 сезони. У 1989 році виступав за аматорський берестейський колектив, «Педінститут», у футболці якого відзначився 3-ма голами. Наступний сезон відіграв у тульському «Арсеналі», у футболці якого провів 31 поєдинок у Другій нижчій лізі СРСР. У 1991 році виступав за аматорський колектив «Будівельник» (Береза).
У весняному сезоні 1992 року виступав за «Шахтар» (Павлоград) у першій лізі України. Навесні, влітку та на початку вересня 1992 року виступав також за «Динамо» (Берестя). Влітку 1992 року перейшов до клубу другої ліги херсонську «Таврію» (згодом — «Водник», «Кристал», СК «Херсон»). У сезоні 1995/96 років херсонський клуб став срібним призером другої ліги, проте Петров не дограв сезон у команді, провів весну 1996 року у житомирському «Хіміку», який грав у першій лізі. Влітку 1996 року футболіст повернувся до Херсона, де грав до завершення професіональної кар'єри, весь цей час клуб провів у другій лізі. Переможець зонального турніру другої ліги 1997/98, срібний призер сезону 1998/99. 2000 року став фіналістом Кубка Другої ліги. Останні матчі за клуб зіграв у листопаді 2002 року, проте перебував у заявці до завершення сезону 2003/04 років.
Усього за 12 неповних сезонів зіграв у першостях України за херсонський клуб 306 матчів та відзначився 36-ма голами, усі – у другій лізі; а також 20 матчів та 5 голів у Кубку України. Учасник матчу 1/8 фіналу Кубка країни у 2000 році проти київського «Динамо» (0:4), автор голу в 1997 році у матчі 1/16 фіналу проти львівських «Карпат» (1:4).
Після закінчення професійної кар'єри грав на аматорському рівні у чемпіонаті Херсонської області.